# Rukwa Lacus
Il Rukwa Lacus è una struttura geologica della superficie di Titano.